# Parada dos Museus
A Parada dos Museus é uma das estações do VLT Carioca, situada no Rio de Janeiro, entre a Parada dos Navios/Valongo e a Parada São Bento. Faz parte da Linha 1.
Foi inaugurada em 5 de junho de 2016. Localiza-se na praça Mauá. Atende os bairros do Centro e da Saúde.